# كورسيا-دونغالو (أين)
كورسيا-دونغالو (بالفرنسية: Curciat-Dongalon)‏ هي بلدية فرنسية تقع في إقليم الأين في فرنسا. رمز إنسي لها هو:1139. أما الرمز البريدي لها فهو: 1560.